# Cantón de Guillaumes
El cantón de Guillaumes era una división administrativa francesa que estaba situada en el departamento de Alpes Marítimos y la región de Provenza-Alpes-Costa Azul.

## Composición
El cantón estaba formado por nueve comunas:
- Beuil
- Châteauneuf-d'Entraunes
- Daluis
- Entraunes
- Guillaumes
- Péone
- Saint-Martin-d'Entraunes
- Sauze
- Villeneuve-d'Entraunes

## Supresión del cantón de Guillaumes
En aplicación del Decreto nº 2014-227 de 24 de febrero de 2014, el cantón de Guillaumes fue suprimido el 22 de marzo de 2015 y sus 9 comunas pasaron a formar parte del nuevo cantón de Vence.